# Жураковский, Евгений Дмитриевич
Евгений Дмитриевич Жураковский (1871—1922) — русский литературный критик, педагог.

## Биография
Родился в семье военного инженера из дворян Смоленской губернии. Обучался в Одесском, Полтавском и 4-м Московском кадетском корпусах (1881—1889). Тяготясь карьерой военного, уготовленной ему родителями родителями, непродолжительное время обучался в Петровской сельскохозяйственной академии (1890) в Москве и Лесном институте (1891) в Петербурге. После нескольких попыток выдержал экзамен за гимназический курс и поступил (1894) на историко-филологический факультет Императорского Московского университета, где специализировался по западно-европейской литературе (у профессора Н. И. Стороженко), интересуясь одновременно и современной русской литературой. По окончании университета (1899) Жураковский занялся преподавательской работой: в 6-й московской гимназии, Александро-Мариинском институте, Московской консерватории. В студенческие годы познакомился с В. Я. Брюсовым; их объединил интерес к творчеству Е. А. Баратынского, в 100-летнюю годовщину которого (1900) оба выступили со статьями о нём.
Жураковский издал (1903) литературно-критическую книгу «Симптомы литературной эволюции», объединив статьи о Баратынском, М. Горьком, Л. Н. Андрееве, В. М. Гаршине, Л. Н. Толстом и П. Бомарше. Посвятил книгу датскому литературоведу Г. Брандесу, идеи и принципы которого он разделял. Чтобы обеспечить семью, большую часть времени Жураковский отдаёт лекторской работе. Выпускает ряд книг, связанных со своей педагогической деятельностью: «Конспективный курс истории всеобщей литературы» (1907), «Конспективный курс истории русской литературы» (1909), «Краткий курс истории русской живописи XIX века». В сентябре 1910 года Жураковский на лекциях в военном училище неосторожно обратился к будущим офицерам с пацифистским призывом, и ему было предложено в 24 часа покинуть Москву. Жураковский уехал в Тифлис, спустя год переехал в Киев, где преподавал в гимназии М. Ф. Стельмашенко, затем в консерватории. В годы Октябрьской революции и Гражданской войны остался практически без средств к существованию, перебивался случайными заработками. Умер от сыпного тифа. (1910).